# Mimodystasia mjoebergi
Mimodystasia mjoebergi là một loài bọ cánh cứng trong họ Cerambycidae.